# Euphorbia durandoi
Euphorbia durandoi là một loài thực vật có hoa trong họ Đại kích. Loài này được Chabert mô tả khoa học đầu tiên năm 1900.